# 天神社 (西東京市)
天神社（てんじんじゃ）は、東京都西東京市北町にある菅原道真を祭神とする神社である。旧地名を冠して下保谷天神社（しもほうやてんじんしゃ）とも。
拝殿等が西東京市指定有形文化財に指定されている。現在は田無神社の兼務社となっている。

## 概要
天神社の前身は下保谷村の総鎮守社の三十番神社で、古くから地域の信仰を集めていた。境内がそれ程広く無いこともあり、秋の例大祭は非常に混雑する。また、境内に置かれている以前の狛犬には、その台座に宝暦9年（1759年）の文字があり、当社の歴史を感じさせる。

## 歴史
創建は天正年間（1573年 - 1591年）の初めと推定されている。創建当時より慶応4年（1868年）まで日蓮宗の法華神道に基づく三十番神を祀っていたが、明治元年（1868年）の神仏分離令および法華三十番神禁止令により三十番神信仰が禁止されたため、境内の摂社に祀られていた菅原道真石像を本殿に移し、社号を天神社と改めた。なお、その際、三十番神神像（市指定文化財第30号）は当社の別当寺であった福泉寺に移されている。

## 文化財
- 木彫彩色三十番神神像（西東京市指定有形文化財第30号）：天神社には置かれていない。密かに福泉寺に移され、今日まで残された[2]。

- 菅原道真石像（西東京市指定有形文化財第42号）：三十番神の中に北野大明神（菅原道真）が配列されていた由緒から、境内に菅原道真石像を御神体とする天神社が摂社として祀られていた。この像は、三十番神信仰禁止の際に摂社から本殿に移されている[3]。

- 氏子中奉納題目塔二基（西東京市指定有形文化財第45号）：村の大願を祈念して鎮守の神に日蓮宗の題目を奉唱した記念の塔で、当時の下保谷村鎮守三十番神に奉納されたもの。安永2年（1773年）・同9年（1780年）に建立された[4]。

- 拝殿（西東京市指定有形文化財第50号）：天保5年（1834年）建築と推定され、市内の木造建築でも古いものに属する[5]。

## 交通
- 西武池袋線保谷駅から徒歩13分

## ギャラリー

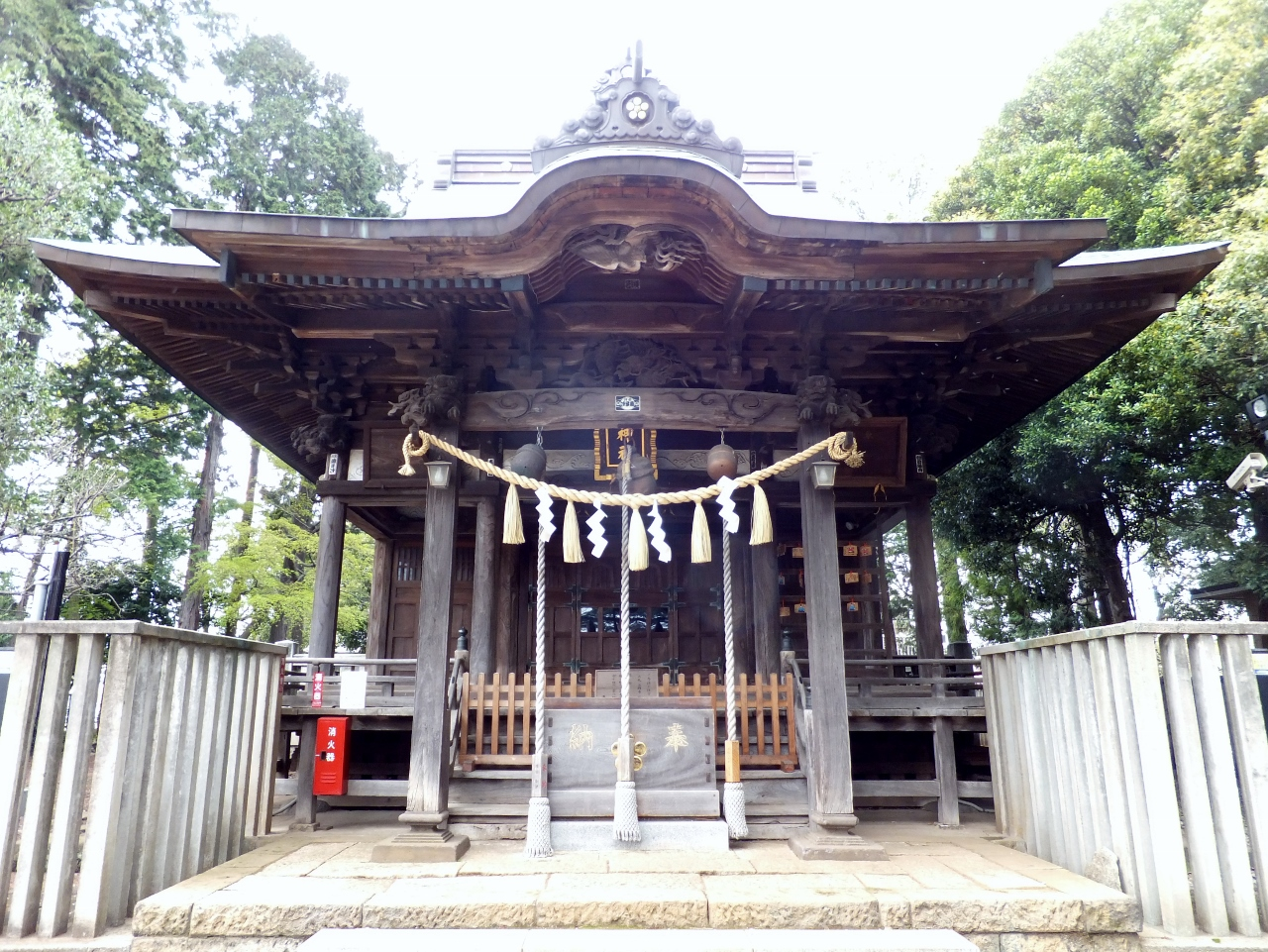
拝殿 （2016年4月10日撮影）
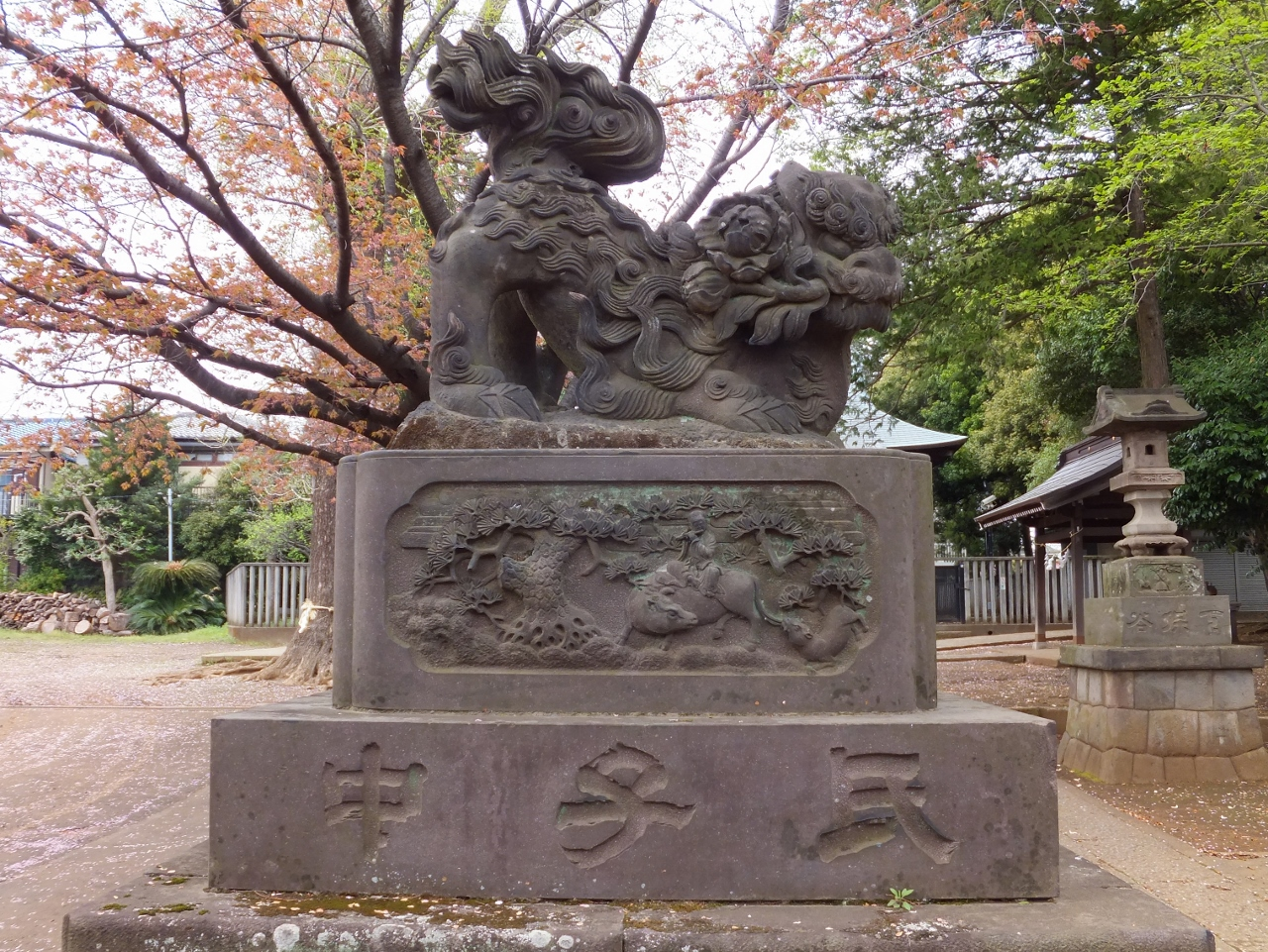
狛犬（左） （2016年4月10日撮影）
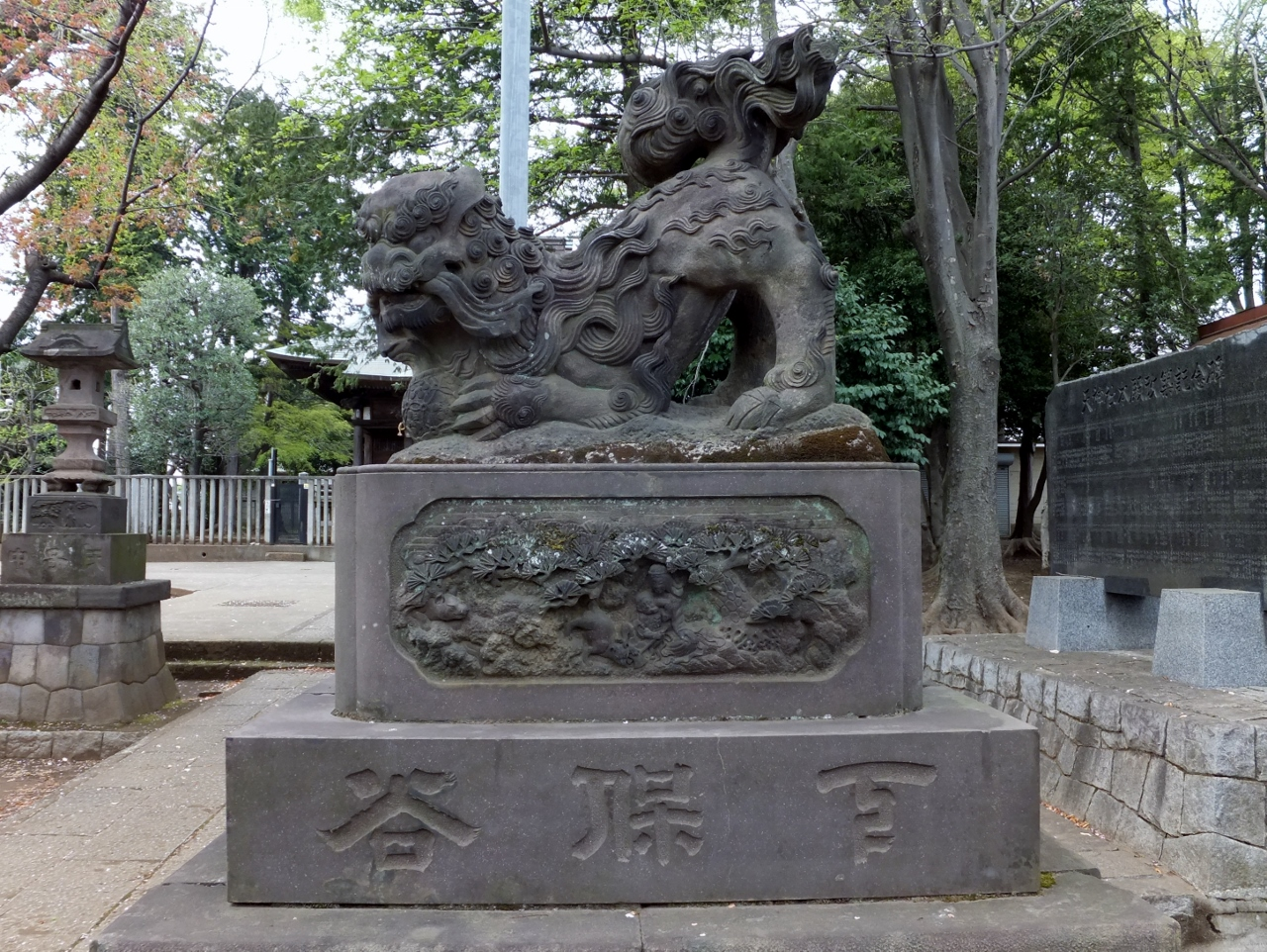
狛犬（右） （2016年4月10日撮影）
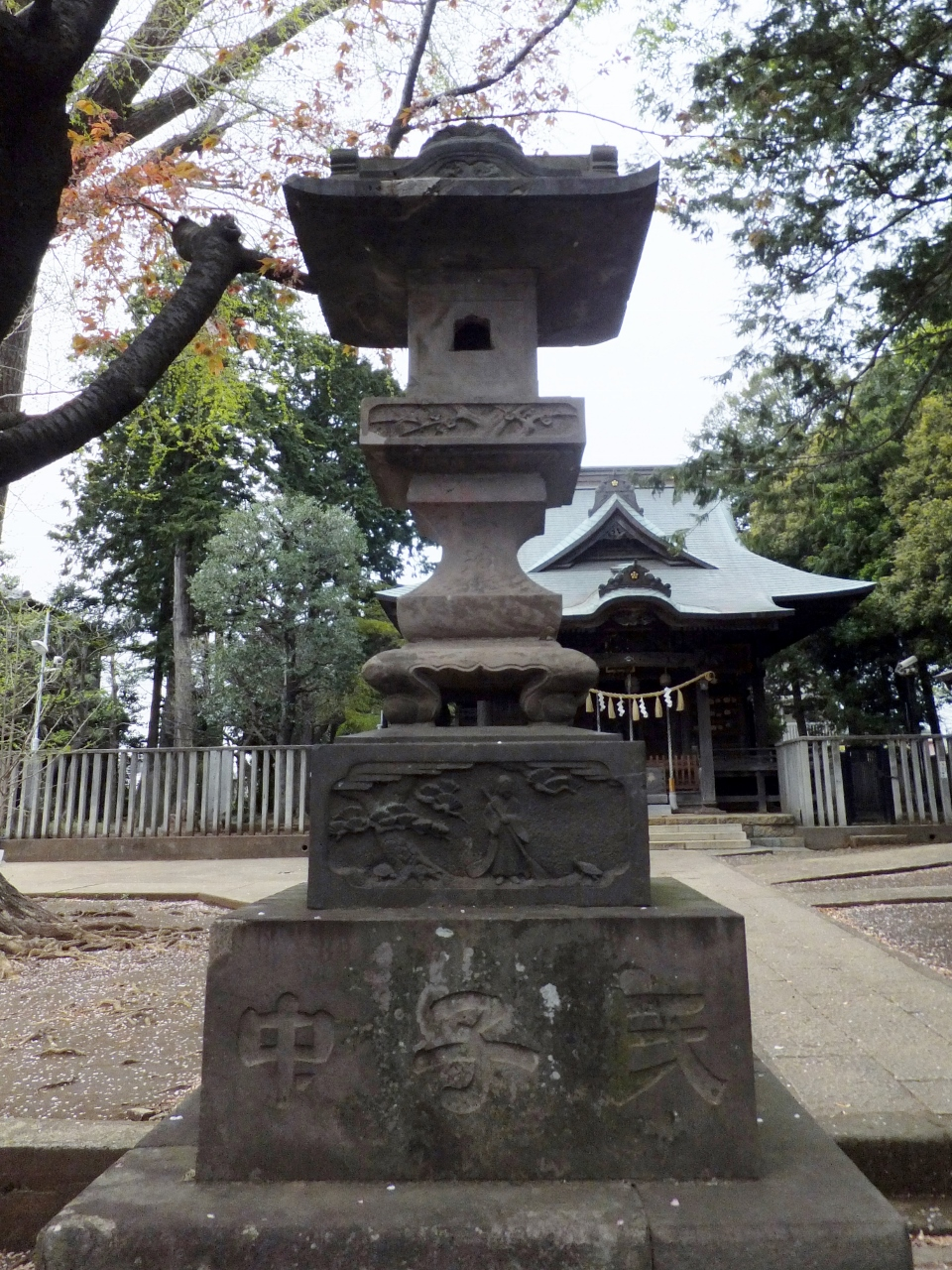
石燈籠（左） （2016年4月10日撮影）
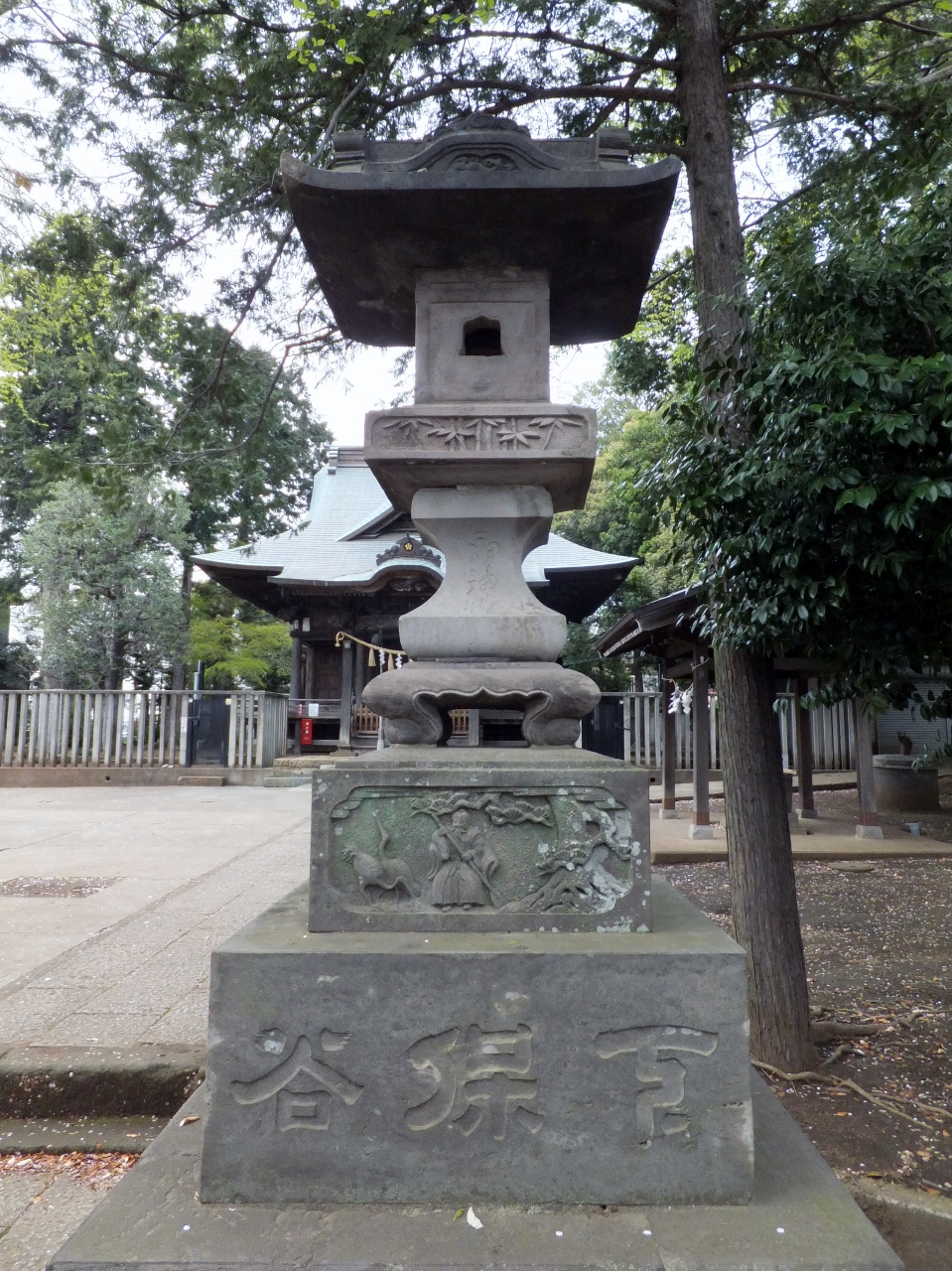
石燈籠（右） （2016年4月10日撮影）
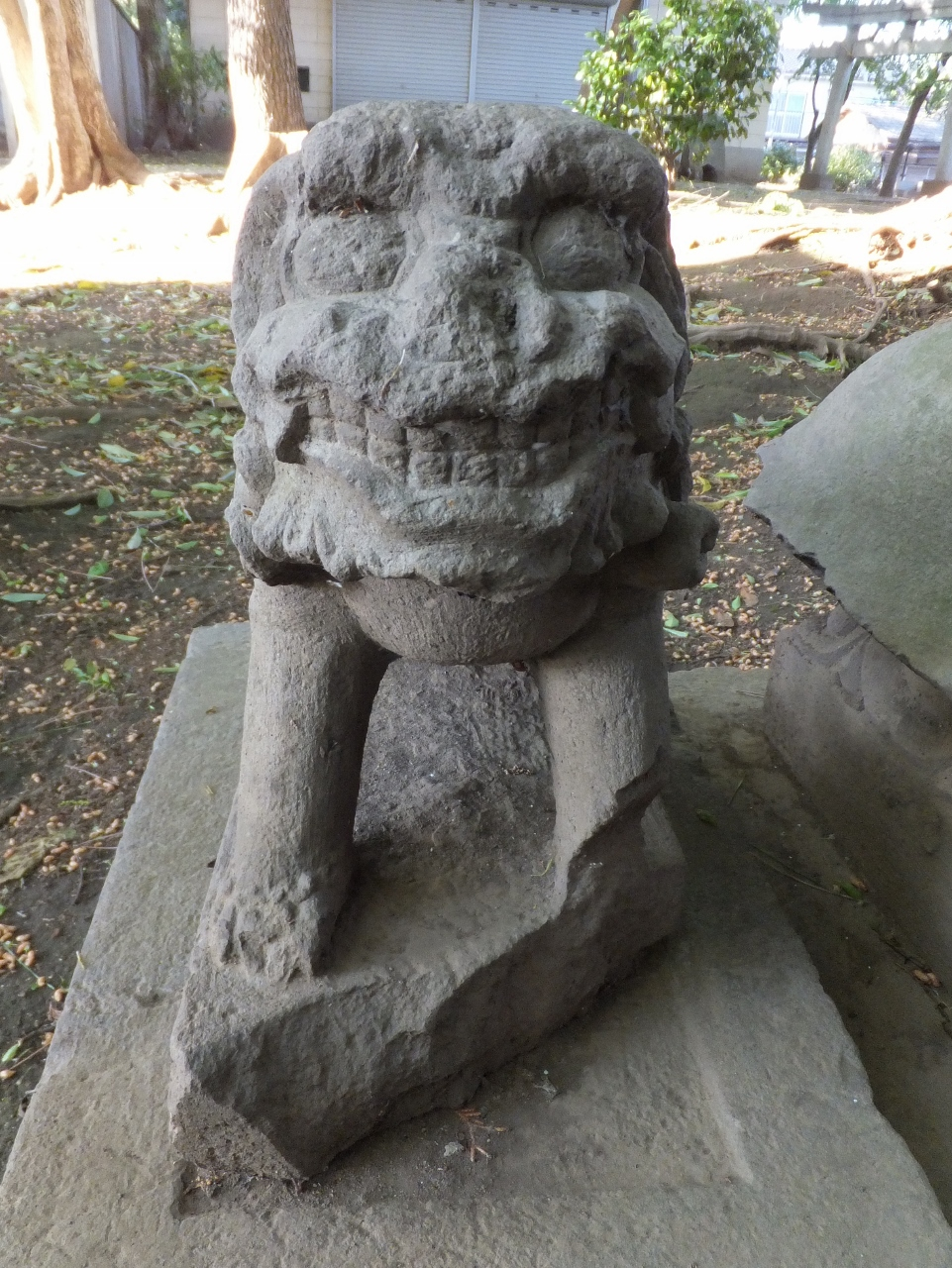
以前の狛犬（左） （2016年4月29日撮影）
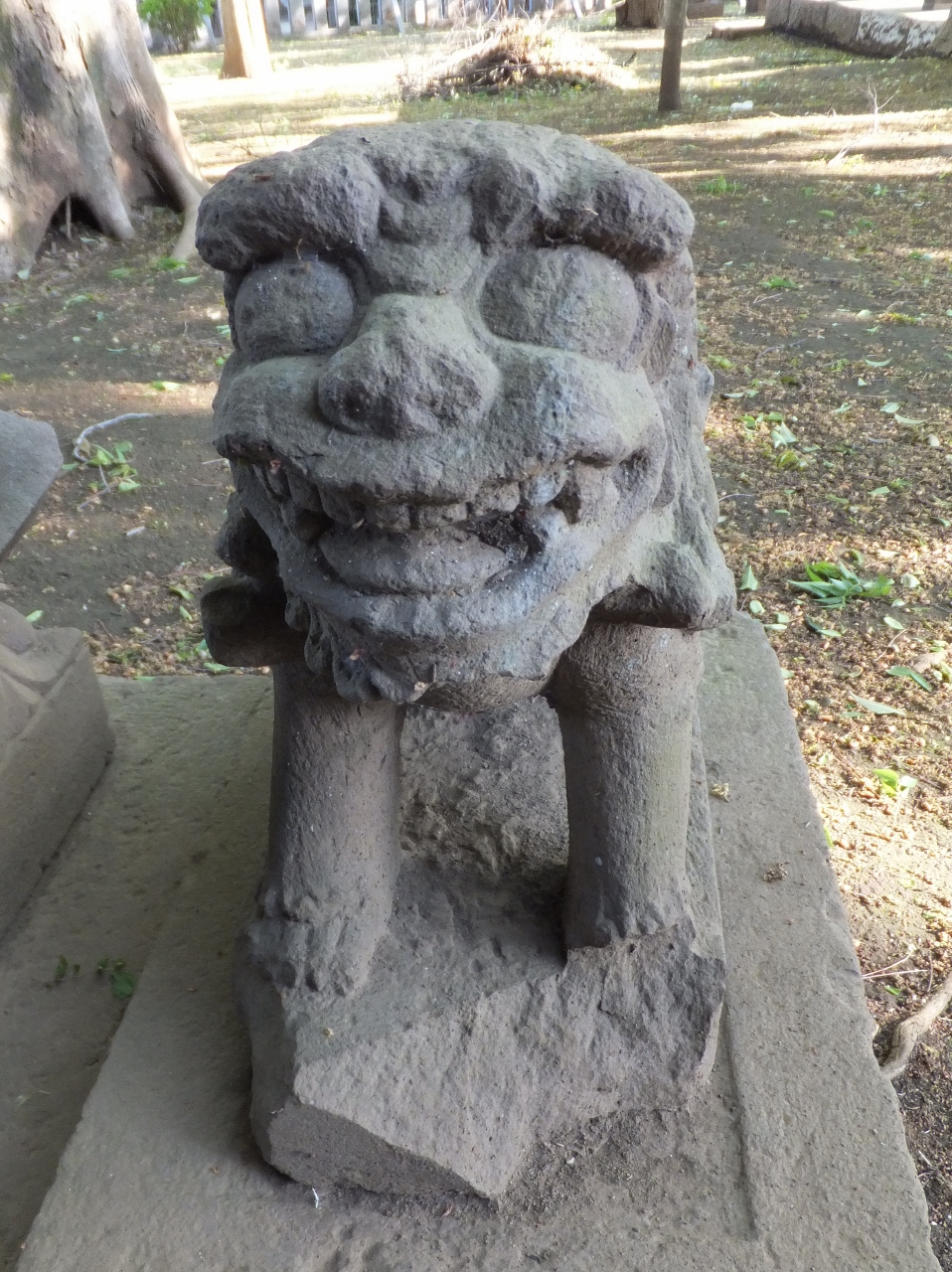
以前の狛犬（右） （2016年4月29日撮影）
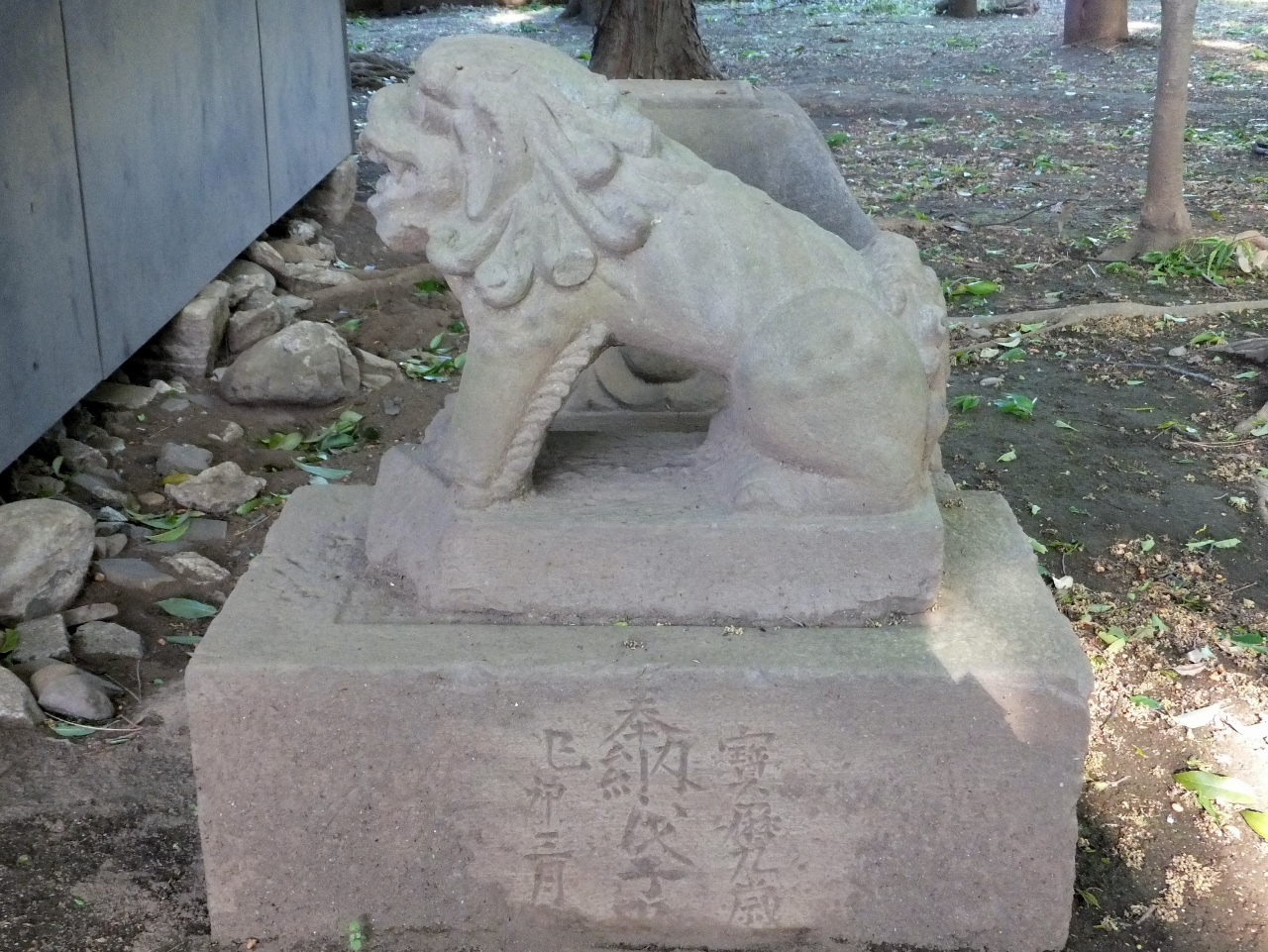
以前の狛犬（右）の側面 （2016年4月29日撮影）
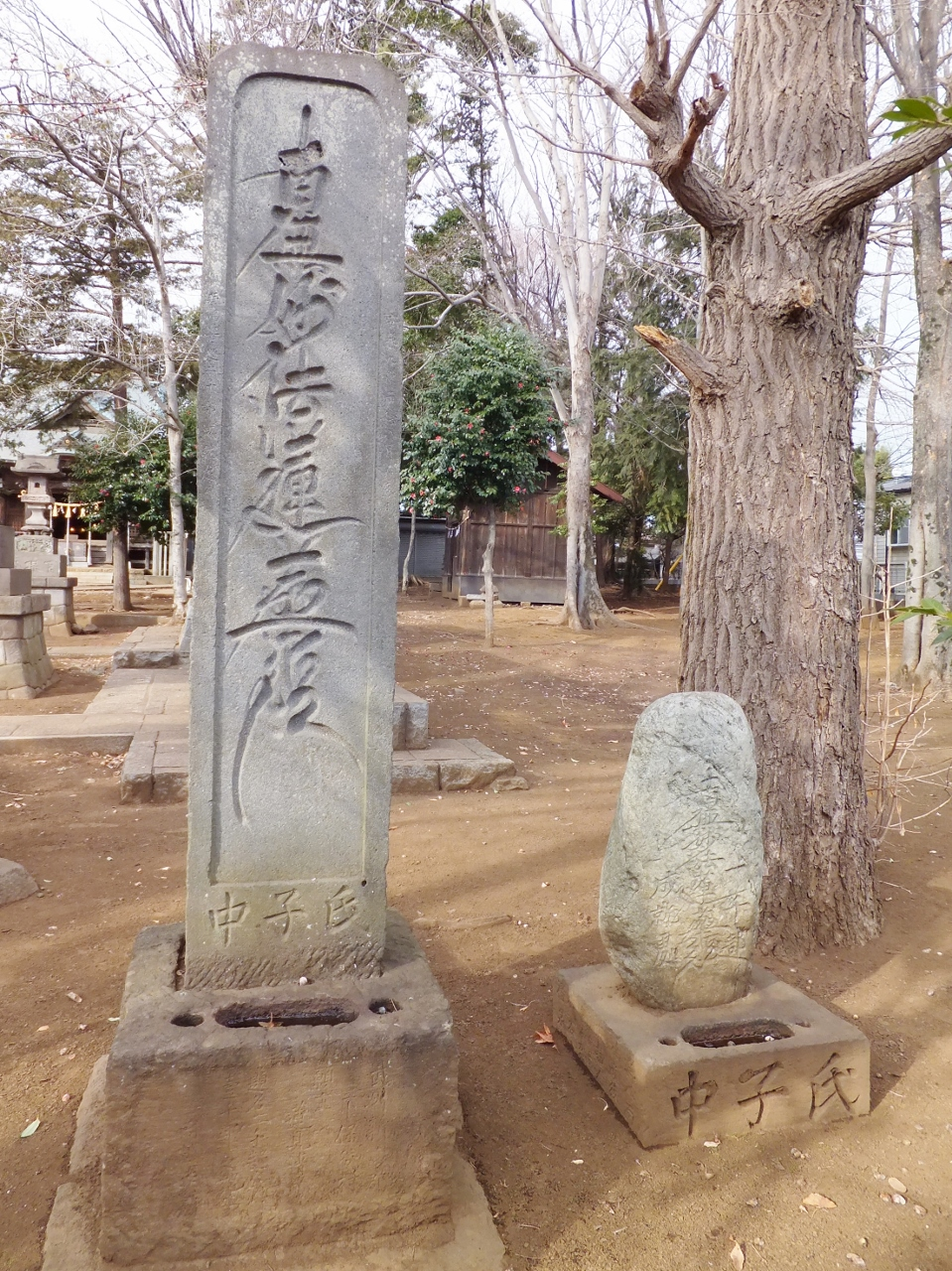
氏子中奉納題目塔二基 （2018年2月17日撮影）